# Unlimited Love
Unlimited Love – dwunasty album studyjny amerykańskiego zespołu funk rockowego Red Hot Chili Peppers. Został wydany nakładem Warner Bros. 1 kwietnia 2022 roku.
Jest to pierwszy album grupy nagrany i wydany po powrocie do zespołu w 2019 wieloletniego gitarzysty formacji – Johna Frusciante.
W Stanach Zjednoczonych płyta, jako pierwsza w karierze zespołu od czasu Stadium Arcadium (2006), dotarła na 1. miejsce Billboard 200. W Polsce natomiast uplasowała się na 4. miejscu listy najlepiej sprzedających się wydawnictw. 

## Lista utworów
Autorami wszystkich utworów są: Anthony Kiedis, Flea, John Frusciante oraz Chad Smith.
| 01. | „Black Summer”                | 3:52    |
|     |                               |         |
| 02. | „Here Ever After”             | 3:50    |
|     |                               |         |
| 03. | „Aquatic Mouth Dance”         | 4:20    |
|     |                               |         |
| 04. | „Not the One”                 | 4:20    |
|     |                               |         |
| 05. | „Poster Child”                | 5:18    |
|     |                               |         |
| 06. | „The Great Apes”              | 5:01    |
|     |                               |         |
| 07. | „It's Only Natural”           | 5:33    |
|     |                               |         |
| 08. | „She's a Lover”               | 3:41    |
|     |                               |         |
| 09. | „These Are the Ways”          | 3:56    |
|     |                               |         |
| 10. | „Whatchu Thinkin”             | 3:40    |
|     |                               |         |
| 11. | „Bastards of Light”           | 3:38    |
|     |                               |         |
| 12. | „White Braids & Pillow Chair” | 4:40    |
|     |                               |         |
| 13. | „One Way Traffic”             | 4:10    |
|     |                               |         |
| 14. | „Veronica”                    | 4:28    |
|     |                               |         |
| 15. | „Let 'Em Cry                  | 4:23    |
|     |                               |         |
| 16. | „The Heavy Wing”              | 5:31    |
|     |                               |         |
| 17. | „Tangelo”                     | 3:37    |
|     |                               |         |
|     |                               | 1:13:58 |
|     |                               |         |

## Twórcy
Zespół Red Hot Chili Peppers w składzie
- Anthony Kiedis – wokal prowadzący
- Flea – gitara basowa, fortepian, trąbka
- John Frusciante – gitara, wokal wspierający, syntezator
- Chad Smith – perkusja, instrumenty perkusyjne, tamburyn, bas

Dodatkowi muzycy
- Cory Henry – organy
- Lenny Castro – instrumenty perkusyjne
- Mauro Refosco – instrumenty perkusyjne
- Nate Walcott – trąbka

i inni